# 코레르 박물관

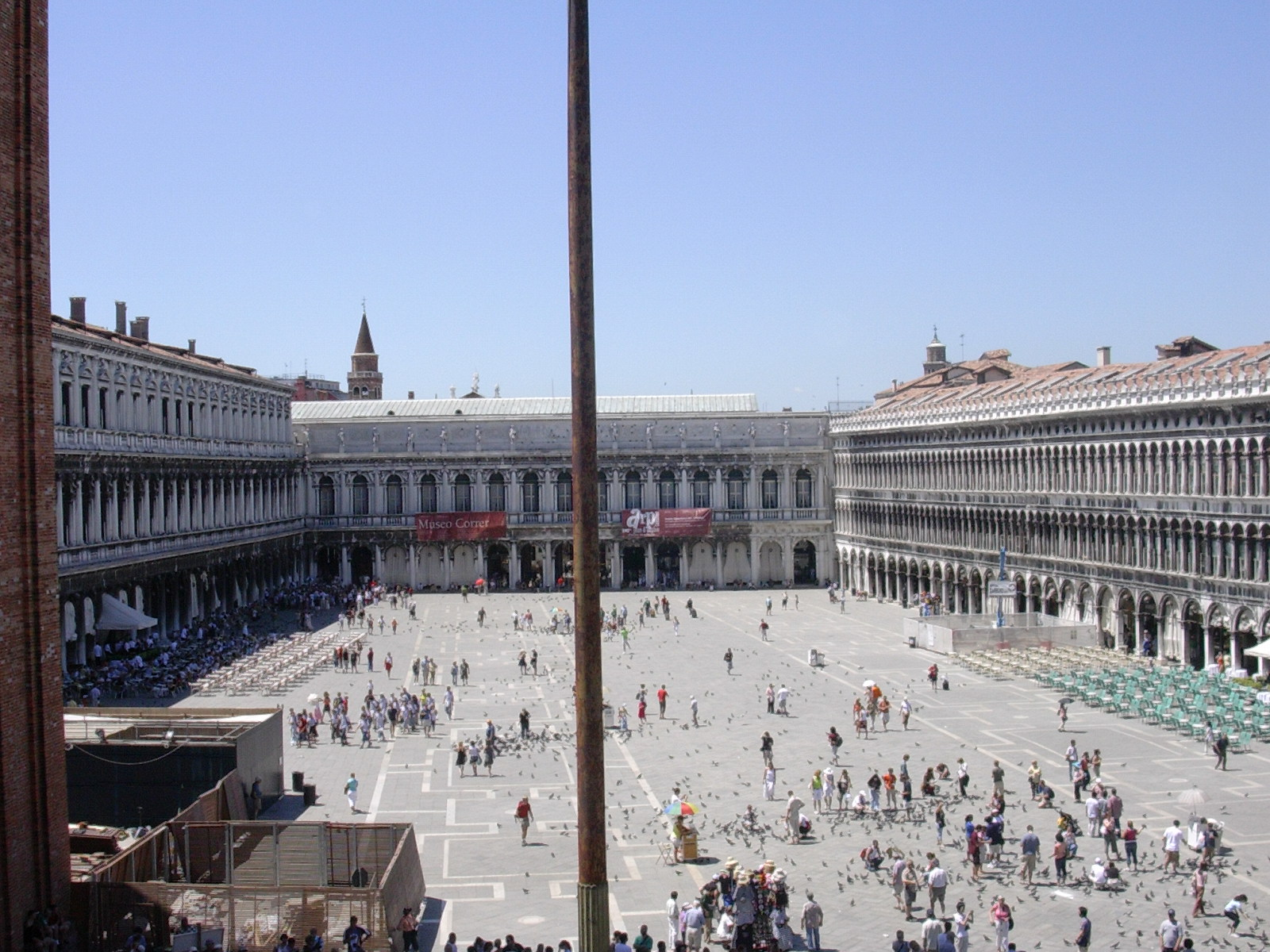
코레르 박물관

코레르 박물관(Museo Correr)은 이탈리아 북동부 베네치아 산마르코 광장에 위치한 미술관이다. 11개의 박물관으로 이루어진 베네치아 시민 박물관 재단의 멤버 중 하나이다. 광장의 남쪽에 이어진 프로쿠라티에 누오베 윗층에 있다.